# Federico Raffaele
Federico Raffaele (Napoli, 4 giugno 1862 – Roma, 3 febbraio 1937) è stato uno zoologo e biologo italiano.

## Biografia

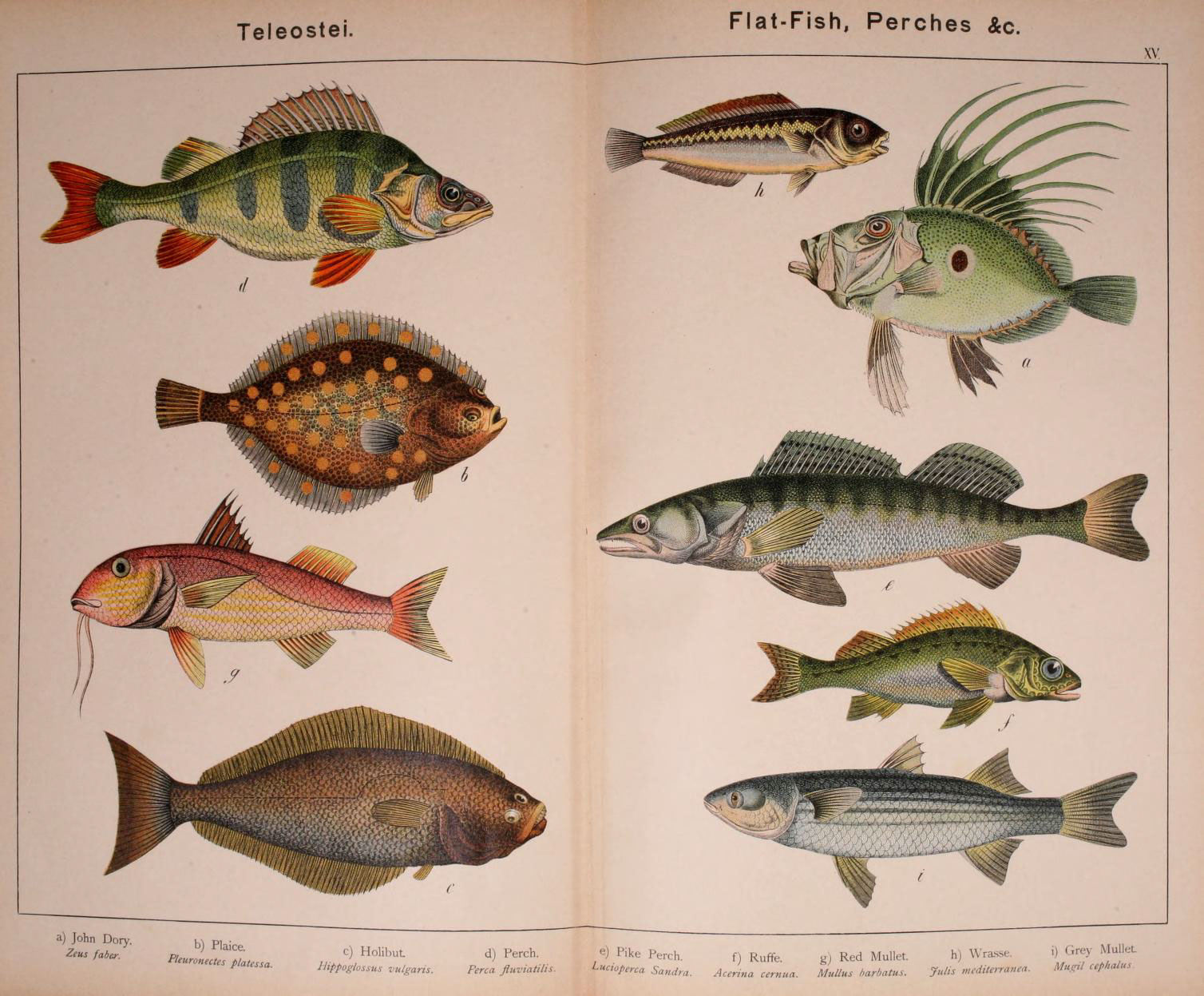
Teleostei, illustrazione del 1889

Laureatosi nel 1884 all'Università di Napoli in Scienze naturali, membro della Società dei Naturalisti in Napoli di cui fu anche presidente, Federico Raffaele divenne, nel 1898, docente di anatomia comparata e zoologia dell'Università di Palermo e direttore del locale Istituto di Zoologia. Nel 1914 fu nominato professore di zoologia all'Università di Roma, succedendo al professor Antonio Carruccio.
Nell'ateneo romano, ove ebbe come collega nell'insegnamento l'eminente biologo Giovanni Battista Grassi, creò un moderno laboratorio, prima del tutto assente.  
Nel 1935, avendo raggiunto i limiti d'età, lasciò l'insegnamento.
Socio dal 1924 dell'Accademia Nazionale delle Scienze (detta anche Accademia dei XL), e socio straniero della Linnean Society of London, prestigiosa associazione per lo studio e la diffusione della tassonomia e della storia naturale, nel 1937, poco prima della morte, divenne socio corrispondente all'Accademia dei Lincei.
È noto per una  monografia sulle uova, le larve e gli stadi postlarvali dei Teleostei del Golfo di Napoli
e per importanti lavori sull'embriologia dei Pesci e degli Anfibi. È stato uno dei primi in Italia ad utilizzare le metodologie dell'embriologia sperimentale. Direttore dell'Istituto di Zoologia di Roma, ebbe tra i suoi collaboratori Giuseppe Montalenti che fu da lui iniziato allo studio dell'embriologia sperimentale.
Collaborò con l'Enciclopedia Italiana per la Biologia e Zoologia, di cui scrisse molte voci, tra le quali Embriologia, Forma ed Istinto.
Alla sua morte fu intitolato al suo nome l'Istituto di Zoologia dell'Università romana.

## Opere
- La vita del mare, Milano, F. Vallardi, 1896.
- L'individuo e la specie, Palermo, R. Sandron, 1905; 2ª edizione: Firenze, Ed. Scientifiche Sansoni, 1943.
- Il concetto di specie in biologia, in Scientia, 1907.
- Lezioni di zoologia : dette nella Regia Università di Roma dal prof. F. Raffaele : redatte da Chino Venni, Roma, Sampaolesi, 1920.
- Lezioni di zoologia : anno 1922-1923 : dette nella R. Università di Roma dal prof. F. Raffaele : redatte da Vittorio Ranzi. Roma, Sampaolesi, [1923?].
- Anatomia, fisiologia, zoologia : ad uso delle scuole medie di secondo grado, Napoli, F. Perrella, 1924.

### Altre pubblicazioni
- Raffaele Fed: Uova e larve dei teleostei - 1a nota preliminare. Bollettino della Società dei naturalisti in Napoli; 1887.I.I.I.1, 53-58.
- Raffaele Fed: Uova e larve di teleostei. Bollettino della Società dei naturalisti in Napoli; 1887.I.I.I.2, 83-84
- Relazione del rettore prof. F. Raffaele, letta il 25 novembre 1913 per l'inaugurazione dell'anno accademico 1913-914, Palermo, Stab. d'arti grafiche A. Giannitrapani, 1913.
- La visione microscopica della vita : discorso letto da Federico Raffaele per l'inaugurazione dell'anno scolastico 1921-1922, Roma, F.lli Pallotta, 1922.

### Traduzioni
- Max Verworn, L' ipotesi del biogeno : studio critico sperimentale intorno ai processi occorrenti alla materia vivente : Traduzione italiana di Federico Raffaele , Milano, L. F. Pallestrini e C., 1905.
- Jacques Loeb, Fisiologia comparata del cervello e psicologia comparata, con aggiunte originali dell'autore : Traduzione autorizzata di Federico Raffaele, Palermo, R. Sandron, 1907.
- Hugo de Vries, Specie e varietà, e loro origine per mutazione : Traduzione dall'inglese, autorizzata, di Federico Raffaele, 2 voll., Palermo, R. Sandron, 1909.
- Robert William Hegner, Diagnosi dei protozoi e dei vermi parassiti dell'uomo, Roma, Libr. di scienze e lettere, [post 1922?].
- Alfred Edmund Brehm, La vita degli animali, Torino, Unione Tipografica Editoriale Torinese:

1- Invertebrati, 1926.
2- Pesci, anfibi, rettili, 1927.